# Бантен
Бантен (індонез. Banten) — провінція в Індонезії, на заході острові Ява. На сході межує з провінцією Західна Ява, на північному сході зі столичним регіоном Джакарта, на півночі омивається водами Яванського моря, на півдні — Індійського океану, на заході — Зондської протоки; по той бік Зондської протоки знаходиться провінція Лампунг, розташована на півдні острова Суматра.
Площа 9 662,92 км². Населення — 10 632 166 осіб (2010, перепис). Адміністративний центр — місто Серанг. Густота населення перевищує 1000 осіб на км².

## Географія
Бантен — невелика за площею провінція, але вона має різноманітний рельєф. Низини північних та південно-західних районів поступаються місцем горбистій місцевості, яка в свою чергу на заході та південному сході оточена гірськими пасмами. Висота вулкана Каранг (індонез. Gunung Karang), розташованого на заході провінції, становить 1768 м над рівнем моря.
Найбільші річки провінції: Уджунг (Чіуджунг, індонез. Ci Ujung), Дуріан (Чідуріан, індонез. Ci Durian), Садане (Чісадане, індонез. Ci Sadane), що впадають в Яванське море, Ліман (Чіліман, індонез. Ci Liman), що впадає в Зондську протоку, Баліунг (Чібаліунг, індонез. Ci Baliung), що впадає в Індійський океан.
У багатьох прибережних районах зустрічаються мангрові болота. До типових дерев нагір'я належать тикове дерево, салове дерево, евкаліпт, рододендрон, ялівець, баньян, дуб, ясен, клен та залізне дерево з родини казуаринових. Внутрішні низовини провінції практично позбавлені лісів.
На території Національного парку Уджунг Кулон, переважно високо в горах, збереглися останні ділянки первинних тропічних лісів острова Ява. Розташовані нижче плато вкриті переважно вторинними лісами, що складаються з пальм та бамбука.
Уджунг Кулон — останній на землі притулок однорогих яванських носорогів, які перебувають під загрозою зникнення. Національний парк є також домівкою багатьох інших рідкісних тварин, зокрема яванського гібона, яванського лангура, мунтжака та інших оленцевих, крокодилів, зелених черепах, зелених павичів, диких курей. 1991 року парк був занесений до Світової спадщини.

## Населення
Найбільшою етнічною групою провінції є бантенці. В культурному плані вони відрізняються від своїх сусідів — сунданців та яванців; говорять західним діалектом сунданської мови. Другою за чисельністю етнічною групою є сунданці, за ними йдуть яванці та батавці (креольська спільнота, що сформувалася в поліетнічному середовищі колоніальної Батавії, сучасна Джакарта). Меншими групами представлені в Бантені китайці, батаки, мінангкабау та малайці.
Етнічний склад населення провінції Бантен, за даними переписів населення 2000 і 2010 років, був таким:
| Народи      | Чисельність (2000) | Доля в населенні (2000) | Чисельність (2010) | Доля в населенні (2010) |
| ----------- | ------------------ | ----------------------- | ------------------ | ----------------------- |
| Бантенці    | 3 785 925          | 46,86 %                 | 4 321 991          | 40,77 %                 |
| Сунданці    | 1 830 973          | 22,66 %                 | 2 402 236          | 22,66 %                 |
| Яванці      | 986 146            | 12,20 %                 | 1 657 470          | 15,63 %                 |
| Батавці     | 777 403            | 9,62 %                  | 1 365 614          | 12,88 %                 |
| Китайці     | 90 053             | 1,11 %                  | 183 589            | 1,73 %                  |
| Батаки      | 75 521             | 0,93 %                  | 139 259            | 1,31 %                  |
| Мінангкабау | 65 281             | 0,81 %                  | 95 845             | 0,90 %                  |
| Малайці     | 58 060             | 0,72 %                  | 87 443             | 0,82 %                  |
| Інші        | 410 576            | 5,08 %                  | 348 068            | 3,28 %                  |
| Всього      | 8 079 938          | 100,00 %                | 10 601 515         | 100,00 %                |

Майже всі жителі Бантена сповідують іслам (10 065 783 особи або 94,7 % населення провінції за даними перепису населення 2010 року); християнство (384 755 осіб, 3,6 %) та буддизм (131 222 особи, 1,2 %) — це релігії невеликої меншості.
Більшість населення зосереджено на півночі провінції, зокрема в її північно-східних округах, що входять до складу міської агломерації Джакарти. Найбільші міста: Тангеранг і Тангеранг-Селатан (Південний Тангеранг) на північному сході, Серанг і Чилегон на північному заході.

## Економіка
В економіці провінції домінують промислові галузі: хімічна, легка промисловість, виробництво одягу, виробів зі шкіри та гуми. Важливе значення також мають торгівля та готельний бізнес. Сільське господарство складає відносно невеликий сегмент економіки. Головною продовольчою культурою є рис, вирощують також касаву, солодку картоплю, кукурудзу, арахіс, сою. Розводять домашню птицю на м'ясо та яйця. Бантен також виробляє багато рибної продукції, рибу ловлять у морі, а також розводять в аквакультурі.
Мережа автомобільних доріг на півночі Бантена є досить розгалуженою й впорядкованою. На півдні сухопутна інфраструктура менш розвинена. Залізниці функціюють також на півночі провінції, вони пов'язують регіон із Джакартою. Головний морський порт Бантена Мерак (індонез. Pelabuhan Merak) розташований на узбережжі Зондської протоки на північному заході провінції. В місті Тангеранг знаходиться міжнародний аеропорт Сукарно-Хатта, який обслуговує Бантен, Джакарту та її міста-супутники.

## Історія
У VII—XIII ст. територія Бантена перебувала під впливом суматранської буддійської імперії Шривіджая, згодом увійшла до складу західнояванської індуїстської держави Паджаджаран (Pajajaran, царство Сунда). В XV—XVI ст. на Яві поширюється іслам, на острові виникає ряд мусульманських султанатів, серед них і Бантен (1527—1813). У кінці XVI ст. Бантен володів західною Явою та південною Суматрою. Султанат процвітав на торгівлі спеціями, мав тісні контакти з португальськими, голландськими, британськими та іншими європейськими торговцями.
Поступово торгова гегемонія в регіоні перейшла до голландської Ост-Індійської компанії. За угодою 1684 р. голландці встановили фактичний контроль над торгівлею Бантена. 1799 року компанія була розпущена, й прибережна частина Бантена потрапила під прямий колоніальний контроль Нідерландської Ост-Індії, внутрішні райони залишалися під владою султана до 1813 року, коли султанат Бантен був анексований Нідерландською Ост-Індією і включений до її складу.
Протягом XIX—XX ст. Бантен був нестабільним регіоном. У 1888 році відбулося потужне селянське повстання у Бантені, неподалік міста Ан'єр. Воно було викликане високими податками, конфліктами на релігійному ґрунті, ворожнечею серед місцевої еліти. 1926 року спалахнуло повстання, організоване комуністичною партією Індонезії.
У березні 1942 року японці вторглися на острови Індонезії, вигнали голландців та окупували країну. Після капітуляції японців у серпні 1945 року в колишній Нідерландській Ост-Індії була проголошена незалежна Республіка Індонезія. 1950 року Бантен увійшов до складу нової держави, його територію було включено до складу провінції Західна Ява. Проте багато бантенців уважали себе відмінним в історичному та культурному плані народом від сунданців, що становили більшість населення Західної Яви. Сепаратистські настрої зрештою призвели до створення в 2000 році окремої провінції Бантен. Сучасний Бантен включає частину історичної території колишнього султанату Бантен.

## Адміністративний поділ

Мапа провінції Бантен

Адміністративно провінція поділяється на 4 округи (індонез. Kabupaten) та 4 міста (індонез. Kota). Ті, в свою чергу, поділені на одиниці нижчого рівня, а на найнижчому рівні стоїть група сіл, яка називається деса (індонез. Desa) або келураган (індонез. Kelurahan). Виконавчу владу очолює губернатор провінції.
| Назва                                                     | Площа, км² | Населення, осіб (2010, перепис) | Адміністративний центр                 |
| --------------------------------------------------------- | ---------- | ------------------------------- | -------------------------------------- |
| Панденгланг (індонез. Pandeglang)                         | 2 746,89   | 1 149 610                       | Панденгланг (індонез. Pandeglang)      |
| Лебак (індонез. Lebak)                                    | 3 426,56   | 1 204 095                       | Рангкасбітунг (індонез. Rangkasbitung) |
| Тангеранг (індонез. Tangerang)                            | 1 011,86   | 2 834 376                       | Тігаракса (індонез. Tigaraksa)         |
| Серанг (індонез. Serang)                                  | 1 734,28   | 1 402 818                       | Чируас (індонез. Ciruas)               |
| місто Тангеранг (індонез. Kota Tangerang)                 | 153,93     | 1 798 601                       |                                        |
| місто Чилегон (індонез. Kota Cilegon)                     | 175,50     | 374 559                         |                                        |
| місто Серанг (індонез. Kota Serang)                       | 266,71     | 577 785                         |                                        |
| місто Тангеранг-Селатан (індонез. Kota Tangerang Selatan) | 147,19     | 1 290 322                       |                                        |
| Провінція Бантен                                          | 9 662,92   | 10 632 166                      | Серанг (індонез. Kota Serang)          |